# Feel the Noise
Feel the Noise  es una película de género dramático, escrita por Albert León, dirigida por Alejandro Chomski y producida por Jennifer Lopez. Fue estrenada el 5 de octubre de 2007, con la actuación de Omarion, Giancarlo Esposito, Victor Rasuk y James McCaffrey.

## Sinopsis
Un rapero de Harlem llamado Rob (Omarion) quiere encontrar a su padre (Giancarlo Esposito), al que nunca ha conocido y que vive en un barrio en Puerto Rico, el cual es nuevo para él. Aquí empieza a desarrollar su pasión por el reguetón, una mezcla de hip hop, reggae y música latina. Puerto Rico es su "hogar espiritual", y empuja a Rob y su medio hermano Javi (Victor Rasuk) a perseguir su sueño de convertirse en estrellas del reguetón. Junto con una bailarina llamada CC, en el transcurso de la película, aprenden lo que significa ser ellos mismos, vivir en relación con los demás, a pesar de los diversos obstáculos, en el amor, la codicia y el orgullo.

## Reparto
- Omarion como Rob.
- Giancarlo Esposito como Roberto.
- Victor Rasuk como Javi.
- Zulay Henao como Carol "CC" Reyes.
- James McCaffrey como Jeffrey Skyler.
- Meredith Ostrom como Noelia.
- Rosa Arredondo como Marivi.
- Pras como Electric.
- Charles Duckworth como Nodde.
- Cisco Reyes como Pito.
- Kellita Smith como Tanya.
- Malik Yoba como el alcalde.
- Jerome Jones como él mismo.
- Vico C como Luis Lozada.
- Julio Voltio como él mismo.
- Jennifer Lopez como ella misma.

## Banda sonora
La banda sonora de la película contenía diversas canciones de reguetón como «Tembleque» de John Eric; sin embargo, se distribuyó un álbum oficial con canciones inéditas titulado Feel The Noise: Music From The Motion Picture, o, Feel The Noise: Original Soundtrack.

### Lista de canciones
1. "Cut Off Time" / Omarion Featuring Kat DeLuna
2. "Pa La Calle" / Vico C, Cucu Diamantes and Pras
3. "Coqui" / Omarion Featuring Wyclef Jean
4. "Chulin, Culin, Chunfly" / Voltio Featuring Residente Calle 13
5. "Eso Eh..!!" / Alexis & Fido
6. "Atrevete te te" / Calle 13
7. "No Quiere Novio" / Nejo Featuring Tego Calderon
8. "Chevere" / Voltio Featuring Notch
9. "Espaldota" / Dombi
10. "Get Down" / W7